# We're All Alone in This Together
We're All Alone in This Together è il secondo album del rapper e cantautore britannico Dave, pubblicato il 23 luglio 2021.
Il concept album affronta le tematiche della solitudine e della salute psichica, oltre alla cronaca delle condizioni che i giovani di colore devono affrontare nella vita sociale.
È stato trainato dal singolo Clash, pubblicato il 9 luglio 2021, e dai brani In the Fire e Verdansk.

## Antefatti
Nell'aprile 2021 Dave ha pubblicato un EP composto dai singoli Titanium e Mercury, quest'ultimo in collaborazione con Kamal. Il progetto è stato qualificato come "ciò che rimaneva fuori" dal suo secondo album ufficiale. Due mesi dopo, ha annunciato su Twitter We're All Alone in This Together, insieme alla copertina e alla data di pubblicazione.

## Accoglienza
| Recensione           | Giudizio |
| -------------------- | -------- |
| Metacritic           | 92/100   |
| AnyDecentMusic?      | 9.3/10   |
| Clash                | 9/10     |
| The Daily Telegraph  |          |
| DIY                  |          |
| Evening Standard     |          |
| Gigwise              | 10/10    |
| The Guardian         |          |
| The Line of Best Fit | 10/10    |
| NME                  |          |
| The Independent      |          |

La critica musicale ha riservato all’album molti riconoscimenti. Su Metacritic ha ricevuto un punteggio medio di 92/100 sulla base di undici recensioni. David Smyth, critico musicale dell'Evening Standard, recensendo il disco ha definito Dave «il miglior rapper britannico». In una recensione su NME, Kyann Williams ha dichiarato che l'album è «sbalorditivo e all'altezza di quello precedente».

## Successo commerciale
We're All Alone in This Together ha debuttato alla posizione numero 1 dell'Official Albums Chart, vendendo 74 000 copie nella prima settimana. Tale risultato ha reso l'album il più acquistato in Gran Bretagna nel 2021, superando Sour di Olivia Rodrigo (51 000copie). I singoli Clash, Verdansk e In the Fire sono entrati nell'Official Singles Chart rispettivamente al 1º, 4º e 6º posto.

## Tracce
1. We're All Alone – 4:40 (testo: David Omoregie, Kyle Evans)
2. Verdansk – 3:02 (testo: Omoregie, Evans)
3. Clash (feat. Stormzy) – 4:11 (testo: Omoregie, Evans, Michael Omari, Luke Grieve)
4. In the Fire – 7:03 (testo: Omoregie, Evans, James Litherland, Dominic Maker, Marvin Bailey, Nathaniel Thompson, Justin Clarke, Mico Howles, Milton Biggham)
5. Three Rivers – 5:31 (testo: Omoregie, Evans, Litherland)
6. System (feat. Wizkid) – 3:01 (testo: Omoregie, Evans, Joe Reeves, Emmanuel Isong, Richard Isong, Ayodeji Balogun)
7. Lazarus (feat. Boj) – 3:24 (testo: Omoregie, Bolaji Ojudokan, Jonathan Mensah, Joe Reeves)
8. Law of Attraction (feat. Snoh Aalegra) – 3:01 (testo: Omoregie, Mensah, Snoh Aalegra)
9. Both Sides of a Smile (feat. James Blake) – 7:59 (testo: Omoregie, Litherland)
10. Twenty to One – 3:21 (testo: Omoregie)
11. Heart Attack – 9:55 (testo: Omoregie, Litherland, Reeves)
12. Survivor's Guilt – 5:40 (testo: Omoregie, Jorja Smith)

## Classifiche

### Classifiche settimanali
| Classifica (2021) | Posizione massima |
| ----------------- | ----------------- |
| Australia         | 5                 |
| Austria           | 50                |
| Belgio (Fiandre)  | 10                |
| Belgio (Vallonia) | 72                |
| Canada            | 18                |
| Danimarca         | 7                 |
| Finlandia         | 34                |
| Francia           | 151               |
| Irlanda           | 1                 |
| Islanda           | 11                |
| Lituania          | 51                |
| Nuova Zelanda     | 8                 |
| Paesi Bassi       | 6                 |
| Regno Unito       | 1                 |
| Svezia            | 11                |
| Svizzera          | 18                |

### Classifiche di fine anno
| Classifica (2021) | Posizione |
| ----------------- | --------- |
| Irlanda           | 28        |
| Regno Unito       | 10        |
| Classifica (2022) | Posizione |
| Belgio (Fiandre)  | 184       |
| Regno Unito       | 25        |